# Balla Zsófia
Balla Zsófia (Kolozsvár, 1949. január 15. –) erdélyi születésű magyar költő, újságíró, 2016 óta a Digitális Irodalmi Akadémia (DIA) tagja, Balla Károly író leánya.

## Életpályája
Asszimilált zsidó családban született. Nagyszüleit nem ismerte, a család mintegy száz tagját megölték különböző lágerekben. Auschwitzból jött vissza édesapja Balla (Blau) Károly író, újságíró; édesanyja Taub Berta, a Babeș–Bolyai Egyetem tanára. 1956–1968 között szülővárosa Zenelíceumában tanult hegedű szakon; 1972-ben végzett a zeneakadémia tanári szakán.
1965-ben jelentek meg első versei az Igaz Szó irodalmi folyóiratban és 1968-ban kiadták első verseskötetét A dolgok emlékezete címmel. 1975-től a Romániai Írószövetség tagja. 1972–1985 között a Kolozsvári Rádióstúdió magyar nyelvű adásának zenei és irodalmi szerkesztője. 1978-1982 között a kolozsvári Gaál Gábor Irodalmi Kör vezetője volt. Désen magyar népzenét és zenei írás-olvasást tanított, 1982-ben kitiltották a városból. 1984-ben és 1991-ben megkapta a Román Írószövetség Költészeti Díját. 
Amikor 1985-ben minden vidéki rádióstúdiót bezártak, az Előre című központi napilap agrár-ipari tudósítója lett 1990-ig. 1980 és 1990 között nem hagyhatta el Romániát, és részleges publikálási tilalommal sújtották. 1990 és 1994 között a Családi Tükör (1989–1992) és A Hét (1992–1994) irodalmi szerkesztője. 1990-től a Román Írószövetség választmányi tagja, valamint a Magyar Írószövetség tagja. 1992-től a pécsi Jelenkor szerkesztőbizottsági tagja. 1993-tól Budapesten él. 1997-ben a Szépírók Társaságának alapító tagja. 2005–2011 között a Borostyán-estek–A Költő Színháza című sorozat házigazdája a Stúdió K Színházban Báthori Csabával.  2013-tól a Széchenyi Irodalmi és Művészeti Akadémia tagja, 2016-tól a Digitális Irodalmi Akadémia tagja.
Több irodalmi ösztöndíjat kapott: 1994-ben a Német Kulturfonds, 1999-ben a DAAD Berliner Künstlerprogramm, 2001-ben a Herrenhaus Edenkobern, 2002-ben a Landeshauptstadt München Willa Waldberta Feldafing, 2003–2004-ben a Künstlerdorf Schöppingen Alapítvány és a Heinrich Böll Haus Langenbroich, 2006-ban Graz városának ösztöndíjasa, 2012-ben Lenzburgban (Svájc) az Aargaui Literaturhaus ösztöndíjasa, 2014-ben pedig a Stiftung Landes & Gyr ösztöndíjasa (Zug, Svájc).

## Művei
Mintegy ötven antológiában, számtalan folyóiratban közölt verseket, kisesszéket, irodalom- és zenekritikákat, gyerekverseket, bábdarabokat. Huszonhárom önálló kötete látott napvilágot.

### Versek, gyermekkönyv, bábdarab
- A dolgok emlékezete. Versek; Irodalmi és Művészeti Kiadó, Bukarest, 1968
- Apokrif ének. Versek; Kriterion, Bukarest, 1971
- Vízláng. Versek; Kriterion, Bukarest, 1975
- Második személy. Versek; Kriterion, Bukarest, 1980
- Kolozsvári táncok. Versek; Kriterion, Bukarest, 1983
- Hóka fóka fióka. Versek gyermekeknek; Kriterion, Bukarest, 1985
- A páncél nyomai. Versek; Kriterion, Bukarest, 1991
- Elven tér. Versek, 1965-86; Magvető, Bp., 1991
- Egy pohár fű. Versek; Jelenkor, Pécs 1993
- Ahogyan élsz. Válogatott és új versek; Jelenkor, Pécs, 1995
- Triangulum, avagy száz ördög közt három szentek. Bábjáték három képben; Seneca, Bp., 1997
- A harmadik történet. Versek; Jelenkor, Pécs, 2002, ISBN 9636763097
- Rózsa és Ibolya. Arany János meséjét bábszínpadra írta Balla Zsófia; Pallas-Akadémia, Csíkszereda, 2008
- A nyár barlangja. Versek; Kalligram, Pozsony, 2009
- Más ünnepek. Versek; Kalligram, Bp., 2016
- A darázs fészke. Értekező líra; Kalligram, Bp., 2019
- Az élet két fele. Versek, 1965–2019; Kalligram, Bp., 2019

### Versei fordításban
- Aşa cum trăieşti. Versuri, románra ford. Aurel Şorobetea, előszó Grete Tartler, Kriterion, Bucuresti, 1983, román nyelvű versválogatás
- Schönes, trauriges Land. Gedichte, vál., ford. németre Hans-Henning Paetzke, Suhrkamp, Frankfurt am Main, 1998 (Edition Suhrkamp, 2085.) német nyelvű versválogatás
- Spirituoso. Versek / Gedichte / Poems / Poèmes, ford. Báthori Csaba, Dornbacher Kinga és Stephen Humphreys, Jelenkor–Lettre, Pécs–Budapest, 1999, négynyelvű verseskötet
- Schwerkraft und Mitte. Gedichte, ford. németre, utószó Daniel Muth [Báthori Csaba], DAAD, Berlin, 2001 (Spurensicherung, 6.) német verseskötet
- Dichterpaare: Balla Zsófia és Alfred Koleritsch, Kortina, Bécs–Budapest, 2007, versek magyarul és németül

### Interjúkötet
- Bodor Ádám: A börtön szaga. Válaszok Balla Zsófia kérdéseire. Egy korábbi rádióinterjú változata; Magvető, Budapest, 2001 (több mint húsz nyelven megjelent)

### Színpadi művek
- Triangulum avagy Száz ördög közt három szentek: három bábjelenet, bemutató: 2004, Kecskemét
- A Gólyakalifa: operalibrettó Babits Mihály regénye nyomán, zeneszerző: Gyöngyösi Levente, bemutatók: 2005, Budapesti Operaház; 2008, Kolozsvári Magyar Opera. A mű a Budapesti Operaház pályázatára készült, amelyen II. díjat nyert.
- Rózsa és Ibolya: bábdarab Arany János meséje nyomán, bemutatók: 2004, Budapest, Stúdió K; 2005, Kecskemét; 2007, Nyíregyháza
- Rózsa és Ibolya: filmváltozat, rendezte: Marius Tabacu, 2010, főszereplők: Galló Ernő, Kántor Melinda, Pethő Anikó, bemutató: MTV1, 2010. december 24.
- Születésünk napja: rádiójáték, rendezte: Fodor Tamás, a főbb szerepekben: Fullajtár Andrea, Szervát Tibor, Kézdy György, Pogány Judit, bemutató: MR1 – Kossuth Rádió, 2010. szeptember 19.
- Szent Márton: bábjelenet, rendezte: Kovács Petra Eszter, bemutató: Szombathelyi Mesebolt Bábszínház, 2016. február 21., Triangulum: három jelenet címmel.

### Szerkesztett kötetek
- Balla Károly: Elcserélt ünnep. Novellák, kisregények; bev. Szász János, sajtó alá rend. Balla Zsófia; Kriterion, Bukarest, 1985 (Romániai magyar írók)
- Himnusz a békéhez. Versek; vál. Balla Zsófia; Kriterion, Bukarest, 1986
- Csak a béke… (antológia magyar költők műveivel); vál. Balla Zsófia; Kriterion, Bukarest, 1989

## Díjak, kitüntetések (válogatás)
- 1980 – A Kolozsvári Írói Egyesület Díja
- 1983 és 1991 – A Román Írószövetség Díja
- 1992 – Az Első Romániai Könyvszalon Költészeti Díja
- 1992 – A Magyar Napló Díja
- 1994 – A Hét nívódíja
- 1995 – A Soros Alapítvány életműdíja
- 1999 – DAAD-ösztöndíj
- 2001 – Magyar Irodalmi Díj
- 2008 – Magyarország Babérkoszorúja díj
- 2010 – Artisjus Irodalmi Nagydíj[3]
- 2012 – Látó-nívódíj – vers
- 2022 – Budapest XIII. kerületének díszpolgára[4]